# Algieba
Algieba ist der Name des Sterns γ Leonis (Gamma Leonis) im Sternbild Löwe. Der Name stammt aus dem Arabischen und bedeutet so viel wie Mähne des Löwen.
Algieba ist ein in kleinen Teleskopen (ab 5 Zentimeter Objektivdurchmesser) trennbarer Doppelstern. Der Winkelabstand der Komponenten beträgt 4,4″, der Positionswinkel 125 Grad.
Die scheinbare Helligkeit des Gesamtsystems beträgt 2,0 mag, der Hauptstern allein besitzt eine scheinbare Helligkeit von +2,3 mag und gehört der Spektralklasse K1 III an. Das System gilt allgemein noch nicht als verstanden, da die angenommenen Massen der Sterne nicht mit den Umlaufzeiten im System zusammen passen.
Die hellste Komponente (A / γ1) ist ca. 4500 Kelvin heiß und besitzt die 180-fache Leuchtkraft unserer Sonne; aus diesen Angaben lässt sich der Durchmesser des Sterns abschätzen zu etwa dem 23-fachen Durchmesser unserer Sonne. Dieser Stern wird zusätzlich von einem Objekt umkreist, bei dem es sich um einen massiven Exoplaneten oder möglicherweise auch um einen Braunen Zwerg handelt.
Die zweithellste Komponente (B / γ2) besitzt eine Helligkeit von +3,5 mag und gehört der Spektralklasse G7 III an.
Die IAU hat am 20. Juli 2016 den Eigennamen Algieba als standardisierten Eigennamen nur für den Stern γ1 festgelegt. Der Stern γ2 hat demnach (noch) keinen Eigennamen.